# 4403 Kuniharu
4403 Kuniharu је астероид главног астероидног појаса са средњом удаљеношћу од Сунца која износи 2,242 астрономских јединица (АЈ).
Апсолутна магнитуда астероида је 13,8.